# 李艾琳·貝克
李艾琳·貝克（英語：Leigh-Allyn Baker，1972年3月13日—）是一個美國女演員與導演。她的知名作品有《聖女魔咒》中飾演配角 Hannah Webster，《威爾與格蕾絲》中飾演 Ellen，並在尼可國際兒童頻道的卡通《瘋狂莊園》擔任 Abby 的配音。她在迪士尼頻道影集《我愛夏莉》當中飾演主要角色艾美鄧肯（Amy Duncan）。

## 私人生活
李艾琳住在穆雷 (肯塔基州)。她與一位製作人凱斯·克夫曼（Keith James Kauffman）結婚。他們生了兩個兒子，分別出生於2009年及2012年。

## 職業生涯
李艾琳曾經替星艦迷航記、X戰警等遊戲配音，並且客串一些知名的電影影集，That '70s Show，Early Edition，Yes, Dear以及其他影集。她也曾主演1996年的情境喜劇The Last Frontier，並且替2010年的遊戲Age of Conan: Rise of the Godslayer配音。
李艾琳也曾經因為飾演聖女魔咒第一季的配角 Hannah Webster 而知名。也曾經飾演1998年到2006年的知名情境喜劇威爾與格蕾絲中的配角Ellen，女主角的一個老朋友。
2008年，李艾琳出現在迪士尼影集孟漢娜當中數集飾演 Mickey，一個晨間節目的主持人。之後參與迪士尼影集的我愛夏莉，飾演主要角色艾美鄧肯。

## 外部連結
- 李艾琳·貝克在互联网电影资料库（IMDb）上的資料（英文）
- 李艾琳·貝克的X（前Twitter）
- 9/29/2008 "Somewhere in Vegas" audio interview （页面存档备份，存于）